# Сава Палашева
Елисавета (Сава) Ангелова Палашева е българска учителка от Македония.

## Биография
Родена е в централномакедонския български град Велес, тогава в Османската империя в семейството на Ангелко Палашев. Завършва Старозагорското класно девическо училище при Анастасия Тошева. От 1870 година е назначена за главна учителка в началното девическо училище в Прилеп. В учебната 1874/1875 година за помощница на Палашева е назначена Захария Манасиева, тъй като ученичките стават към 300 и е трудно за сама учителка да ги ръководи. Училището е разделено на две отделения - горно и долно, като горното е с около 100 ученички и го ръководи Палашева, а долното - Манасиева.
Сава Палашева се жени за прилепчанина Григор Алексиев и работи като учителка дълги години след това.